# Batalha da Cidade do México
A Batalha da Cidade do México, refere-se à série de movimentos a partir de 8 - 15 de setembro de 1847, nos arredores gerais da Cidade do México, durante a Guerra Mexicano-Americana. Incluem-se as principais ações nas batalhas de Molino del Rey e Chapultepec, culminando com a queda da Cidade do México.

## Antecedentes
O objetivo principal das operações americanas na região central do México foi a captura da Cidade do México. Após a captura do porto de Veracruz, em março, General Winfield Scott foi capaz de garantir uma base e mudar para o interior e derrotar uma grande força mexicana na Batalha de Cerro Gordo. Após o encaminhamento dos mexicanos na Batalha de Churubusco, o exército de Scott estava apenas a 8 km de distância do seu objetivo, a Cidade do México.
Apesar de derrotado em Cerro Gordo e Churubusco, o exército do general Antonio López permaneceu intacto e totalmente em desvantagem com Scott.

## Batalhas

### Molino del Rey
Em 8 de setembro, a luta pela Cidade do México começou. Scott acreditava que um canhão de fundição foi localizado no Molino del Rey, King's Mill, localizado a pouco mais de 3 km fora da cidade. Scott enviou a 1ª divisão em William J. Worth para apreensão e destruição da fundição. Worth desejava incluir o Castelo de Chapultepec em seu ataque, e quando Scott se recusou, a rivalidade começou entre Scott e Worth. Na batalha que se seguiu, ambos os lados sofreram pesadas baixas, e Worth levou os mexicanos da fábrica, separando-os das forças de Chapultepec. A batalha não produziu ganhos militares importantes para os Estados Unidos.

### Chapultepec

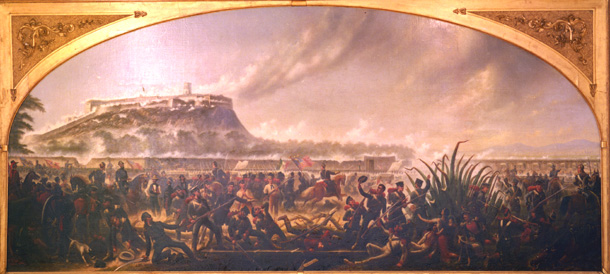
James Walker, ataque de Chapultepec (1847).

O principal ataque contra a cidade veio poucos dias depois, no dia 12 de setembro. Cidade do México era guardado em parte pelo Castelo de Chapultepec, que estava sendo usado como uma academia militar. Scott precedido o ataque de infantaria com uma barragem de artilharia durante todo o dia de 12 de setembro. No dia seguinte, 13 de setembro, a 4ª divisão, com John A. Quitman, liderou o ataque contra Chapultepec que levada para o castelo. Futuro confederados generais George E. Pickett e James Longstreet participaram no ataque. Servindo na defesa mexicana foram os cadetes mais tarde imortalizados como Los Niños Héroes (os "Boy Heroes"). As forças mexicanas recuaram de Chapultepec e se retiraram da cidade.

### Ataques à portões Belén e San Cosme
Divisão de Quitman fez o seu caminho até Belén em direção ao Portão de Belén, defendida pelo general Terres e o coronel Garay com 3 canhões, Enquanto a divisão mais ao norte de Worth fez o seu caminho até La Verónica em direção à Portão San Cosme, defendida pela Brigada de Infantaria do general Rangel com 3 canhões. Quitman foi apenas para fazer uma simulação para a cidade, mas ele empurrou toda a sua divisão e rompeu as defesas. Antonio López chegou ao Portão de Belén em fúria e aliviou o comandante da frente. Divisão de Worth, entretanto teve um início lento contra os mexicanos depois de vencer fora de um ataque da cavalaria mexicana. Quando chegou a San Cosme, ele encontrou suas defesas mal preparadas, mas os mexicanos defendê-lo colocar-se uma boa luta, antes de recuar de volta. Ulysses S. Grant encontrou o seu caminho para a ação em frente de Worth e ajudou na elevação um canhão para o campanário de uma igreja nas proximidades. A partir deste ponto Grant disparou contra os defensores abaixo. Quando a luta diminuiu em todas as frentes, ambas as portas tinha caído e os mexicanos se retiraram para a cidade. Outros portões defendidos foram: San Antonio pelo General M. Martínez com 10 canhões, Nino Perdido por Guardas Nacionais e 2 canhões, e San Lázaro, Guadalupe e Villejo, que foram defendidos por pequenos destacamentos de infantaria.

## Queda da Cidade do México

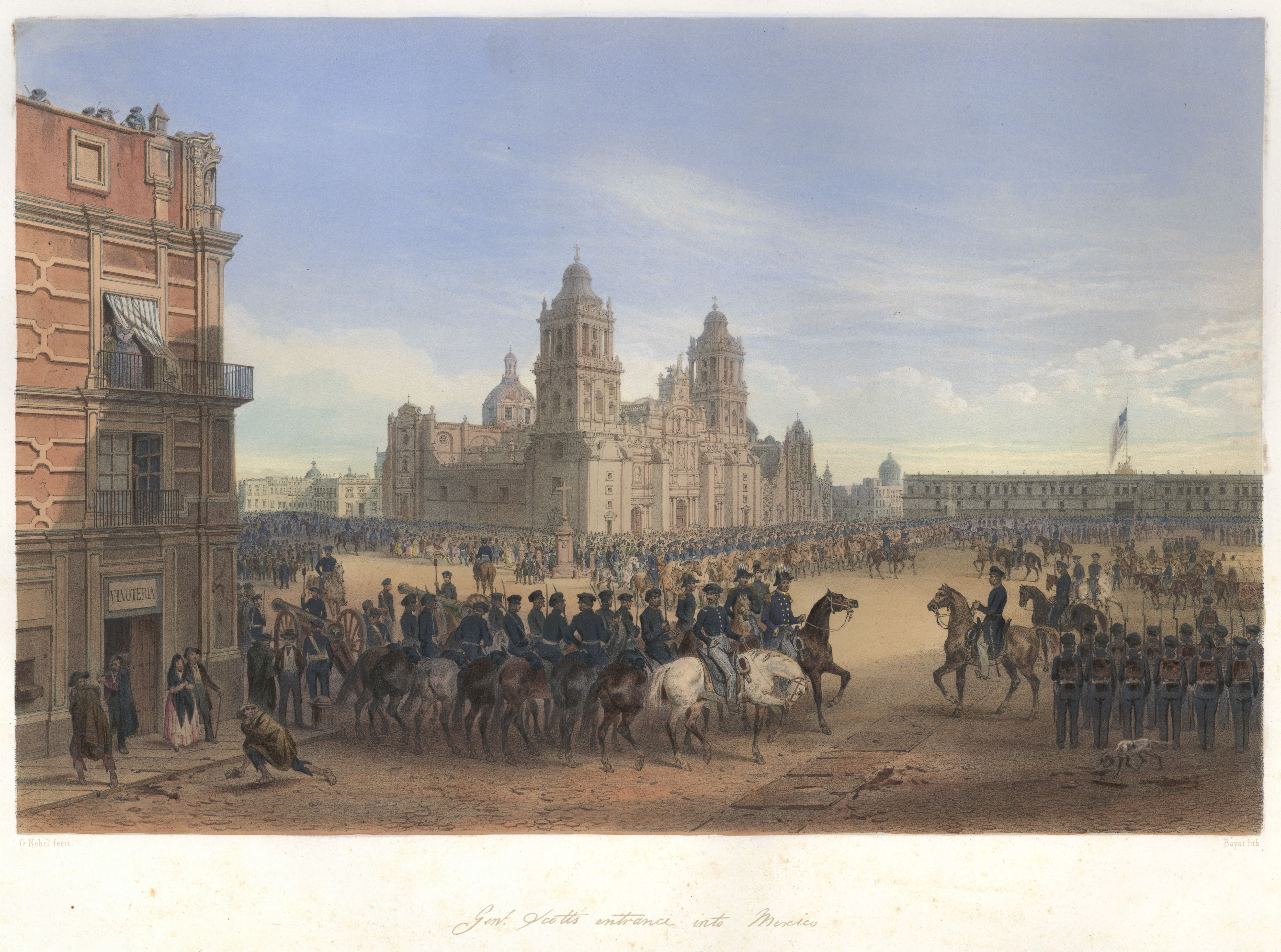
Esta pintura retratada por Carl Nebel, Winfield Scott entrando na Plaza de la Constitución; a Catedral Metropolitana está no fundo.

A junta (Generais. Alcorta, Carrera, Lombardini e Fran Pérez) haviam retirado seu exército: 14 canhões, 4.000 de cavalaria (Brigadas de Quijano & Andrade) e 5.000 de infantaria da cidade durante a noite, e as forças dos Estados Unidos, esperando um outro ataque, encontraram a cidade indefesa. Worth e Quitman avançou com cautela. Quitman enviou o tenente P.G.T. Beauregard para organizar a entrega da cidadela. Beauregard e Mansfield Lovell foram recebidos por um oficial mexicano que pediu um recibo para o cidadela capturada. Beauregard exclamou que "dar recibos é na ponta de suas espadas". Scott deu a honra de entrar formalmente na cidade com a divisão de Quitman. O exército conquistador era menos do que impressionar, as tropas usavam fardas rasgadas e manchadas de sangue e Quitman só tinha em um sapato quando marchou para a cidade. Worth, pessoalmente, tirou a bandeira tremulando sobre o Palácio Nacional, e um fuzileiro naval dos Estados Unidos hasteou a bandeira dos Estados Unidos em seu lugar. Quitman marchou em direção à praça de Zócalo, no centro da cidade, em frente ao Palácio Nacional, onde a rendição formal ocorreu. Como a divisão de Worth entrou na cidade a unidade principal era a brigada de John Garland.
Retardatários do exército mexicano deixaram a cidade após a retirada de Antonio López que subiu para os telhados das casas e começaram a disparar contra os soldados americanos. General Garland foi atingido no peito com o primeiro tiro e caiu gravemente ferido. Antes Antonio López havia libertado 30.000 prisioneiros para as ruas da cidade, e estes disparos nos telhados provocaram os prisioneiros em atos semelhantes. Worth conseguiu obter o ataque sob controle. Dragões de William S. Harney escoltado pelo general Scott para a cidade usando seu uniforme vestido imaculado e foi saudado pela música patriótica. Scott nomeou Quitman politicamente experiente como governador militar, tornando-se o único americano a conseguir governar a partir do Palácio Nacional mexicano.

## Baixas

### 8 de setembro
- Estados Unidos: 116 mortos, 665 feridos, 18 desaparecidos, o total de 789
- México: Total de de 2.700

### 12 - 15 de setembro
- Estados Unidos: 130 mortos, 703 feridos, 29 desaparecidos, o total de 862
- México: 1.800 mortos e feridos, 823 capturados, o total de 2.623

### Total
- Estados Unidos: 1.651
- México: 5.323